# Bulbophyllum renipetalum
Bulbophyllum renipetalum là một loài phong lan thuộc chi Bulbophyllum.